# Norrbomia nilotica
Norrbomia nilotica är en tvåvingeart som först beskrevs av Becker 1903.  Norrbomia nilotica ingår i släktet Norrbomia, och familjen hoppflugor. Arten har ej påträffats i Sverige.